# Relazioni bilaterali tra Grecia e Italia
La Grecia e l'Italia intrattengono relazioni diplomatiche bilaterali speciali e forti. Le moderne relazioni diplomatiche tra i due paesi sono state stabilite subito dopo l'unificazione dell'Italia e sono oggi considerate cordiali. I due stati cooperano nei settori dell'energia, della sicurezza, della cultura e del turismo, con l'Italia che è un importante partner commerciale della Grecia, sia nelle esportazioni sia nelle importazioni.
La Grecia e l'Italia condividono opinioni politiche comuni sui Balcani, sulla regione e sul mondo e sono i principali sostenitori dell'integrazione di tutte le nazioni dei Balcani nella famiglia euro-atlantica e hanno promosso l '"Agenda 2014", che è stata proposta dal governo greco nel 2004 nell'ambito del vertice UE-Balcani occidentali a Salonicco, per integrare le nazioni dei Balcani occidentali nell'Unione europea entro il 2014, quando la Grecia e l'Italia assunsero la presidenza di turno dell'Unione europea per il primo e il secondo metà del 2014, rispettivamente.
I due paesi sono Stati membri dell'UE, delle Nazioni Unite e della NATO e cooperano in molte altre organizzazioni multilaterali, come l'Organizzazione per la sicurezza e la cooperazione in Europa, l'Organizzazione mondiale del commercio e l'Unione per il Mediterraneo, mentre allo stesso tempo stanno promuovendo relazioni diplomatiche più strette e cooperazione con altri paesi chiave, come gli Stati Uniti e Israele.

## Storia

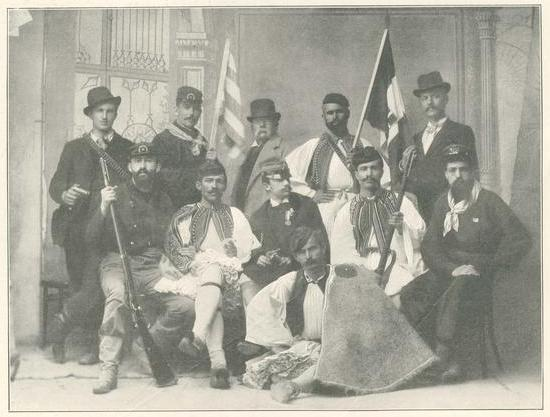
Greci con volontari italiani nella guerra greco-turca nel 1897.

La Grecia (che aveva guadagnato la sua indipendenza nel 1832) e l'Italia stabilirono relazioni diplomatiche nel 1861, immediatamente dopo l'unificazione dell'Italia. I patrioti italiani avevano contribuito all'indipendenza greca, come il giurista Vincenzo Gallina, Annibale Santorre di Rossi de Pomarolo, Conte di Santarosa e Giuseppe Rosaroll.
Per tutto il diciannovesimo secolo, i patrioti italiani continuarono a sostenere la Grecia politicamente e militarmente. Ad esempio, Ricciotti Garibaldi guidò una spedizione volontaria (Garibaldini) nella guerra greco-turca del 1897. Un gruppo di Garibaldini, guidato dal poeta greco Lorentzos Mavilis, combatté anche con la parte greca durante le guerre balcaniche.
All'inizio del 1912, durante la guerra italo-turca, dall'Impero ottomano l'Italia occupò le isole del Dodecaneso abitate prevalentemente da greci nel Mar Egeo. Anche se con l'accordo Venizelos-Tittoni del 1919, l'Italia promise di cederli in Grecia, rinnegando la promessa.
Nel 1913, dopo la fine della prima guerra dei Balcani, le terre dell'Impero ottomano, che ora appartengono alla moderna Albania, furono cedute alla Grecia, ma l'Italia sfidò la decisione e nel Trattato di Londra la regione fu data alla Albania appena creata. La popolazione greca locale fu infuriata e creò una Repubblica autonoma dell'Epiro settentrionale, prima che fosse ceduta con riluttanza all'Albania, con la pace assicurata dalla forza di pace italiana fino al 1919. L'Italia respinse la decisione perché non voleva che la Grecia controllasse entrambe le parti dello stretto di Corfù.
Durante la prima guerra mondiale, sia l'Italia che la Grecia erano membri degli Alleati e combatterono contro le Potenze centrali ma quando gli italiani scoprirono che alla Grecia era stata promessa terra in Anatolia alla Conferenza di pace di Parigi, 1919, la delegazione italiana si ritirò dalla conferenza per diversi mesi. L'Italia occupava parti dell'Anatolia che minacciavano la zona di occupazione greca e la città di Smirne. Le truppe greche furono sbarcate e la guerra greco-turca (1919-1922) iniziò con le truppe greche avanzarono in Anatolia. Le forze turche alla fine sconfissero i Greci e con l'aiuto italiano, recuperarono il territorio perduto, incluso Smirne.
Quando i fascisti italiani ottennero il potere nel 1922, perseguitarono gli oratori greci in Italia.
Nel 1923, il nuovo primo ministro italiano Benito Mussolini usò l'omicidio di un generale italiano sul confine greco-albanese come pretesto per bombardare e occupare temporaneamente Corfù, la più importante delle Isole Ionie. 

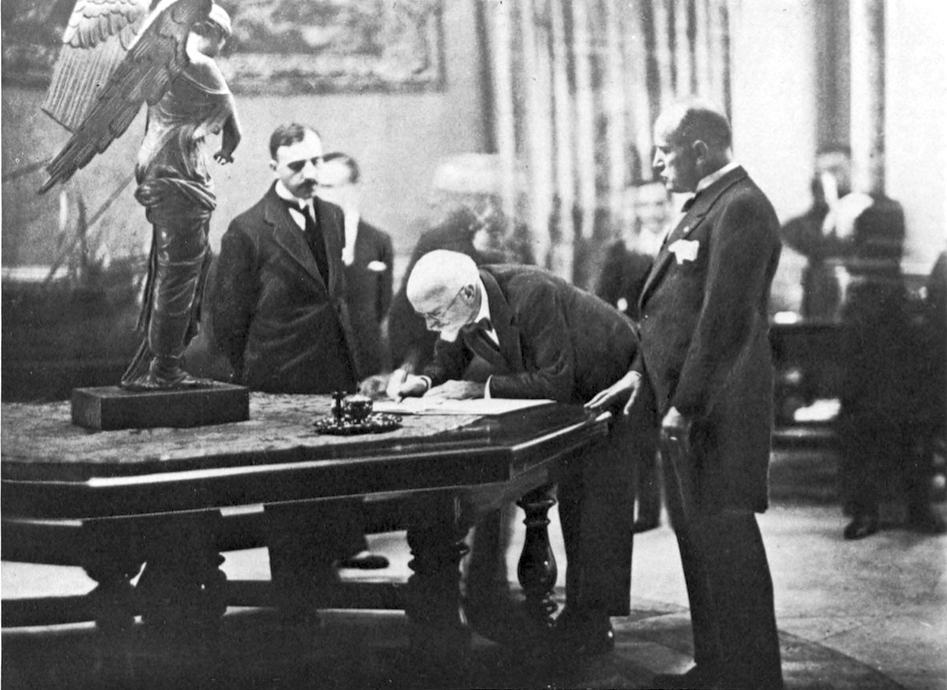
Eleftherios Venizelos firma il Trattato di amicizia con l'Italia a Roma il 23 settembre 1928, mentre Benito Mussolini osserva

Il generale greco Theodoros Pangalos, che governò la Grecia come dittatore nel 1925–26, cercò di rivedere il Trattato di Losanna del 1923 e di lanciare una guerra revanchista contro la Turchia. A tal fine, Pangalos cercò il sostegno diplomatico italiano, poiché l'Italia aveva ancora le sue ambizioni in Anatolia, ma nel caso non risultò nulla delle sue aperture a Mussolini. [18] Dopo la caduta di Pangalos e il ripristino della relativa stabilità politica nel 1926, furono intrapresi sforzi per normalizzare le relazioni con i vicini della Grecia. A tal fine, il governo greco, in particolare il ministro degli Esteri Andreas Michalakopoulos, porse una rinnovata enfasi sul miglioramento delle relazioni con l'Italia, portando alla firma di un accordo commerciale nel novembre 1926. Il riavvicinamento italo-greco ebbe un impatto positivo sulle relazioni greche con altri Balcani paesi, e dopo il 1928 fu proseguito dal nuovo governo di Eleftherios Venizelos, culminato nel trattato di amicizia firmato da Venizelos a Roma il 23 settembre 1928. [19] Mussolini favorì questo trattato, aiutando i suoi sforzi per isolare diplomaticamente la Jugoslavia da potenziali alleati dei Balcani. Un'offerta di alleanza tra i due paesi fu respinta da Venizelos ma durante i colloqui Mussolini offrì personalmente "garantire la sovranità greca" sulla Macedonia e assicurò a Venizelos che in caso di un attacco esterno a Salonicco da parte della Jugoslavia, l'Italia si sarebbe unita alla Grecia. [20] [21]
Alla fine degli anni '20 e all'inizio degli anni '30, Mussolini cercò diplomaticamente di creare "un blocco balcanico a dominazione italiana che collegasse Turchia, Grecia, Bulgaria e Ungheria ". Venizelos ha contrastato la politica con accordi diplomatici tra i vicini greci e ha istituito una "conferenza balcanica annuale  ... per studiare questioni di interesse comune, in particolare di natura economica, con l'obiettivo finale di instaurare un qualche tipo di unione regionale ". Questo rafforzò le relazioni diplomatiche e nel 1934 fu resistente a" tutte le forme di revisionismo territoriale ". Venizelos mantenne abilmente un principio di "diplomazia aperta" e fece attenzione a non alienare i tradizionali patroni greci in Gran Bretagna e Francia.
L'accordo di amicizia greco-italiano pose fine all'isolamento diplomatico greco e all'inizio di una serie di accordi bilaterali, in particolare il Convenzione di amicizia greco-turca nel 1930. Questo processo culminò con la firma del Patto balcanico tra Grecia, Jugoslavia, Turchia e Romania, che era in contrasto con il revisionismo bulgaro.
L'Italia, una potenza dell'Asse, invase la Grecia nella guerra greco-italiana del 1940-1941, ma fu solo con l'intervento tedesco che l'Asse riuscì a controllare la Grecia. Le forze italiane facevano parte dell'occupazione dell'Asse in Grecia.
L'Italia cedette il Dodecaneso alla Grecia come parte del Trattato di Pace dopo la seconda guerra mondiale nel 1947.
Oggi, ci sono ancora comunità greche storiche in Italia risalenti all'antichità e comunità italiane in Grecia, risalenti al Medioevo.

## Relazioni bilaterali e cooperazione

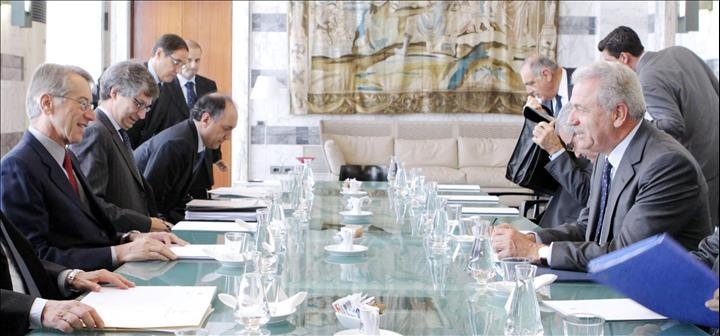
Il Ministro degli Esteri italiano Giulio Terzi di Sant'Agata e il Ministro degli Esteri greco Dimitris Avramopoulos a Roma nell'agosto 2012

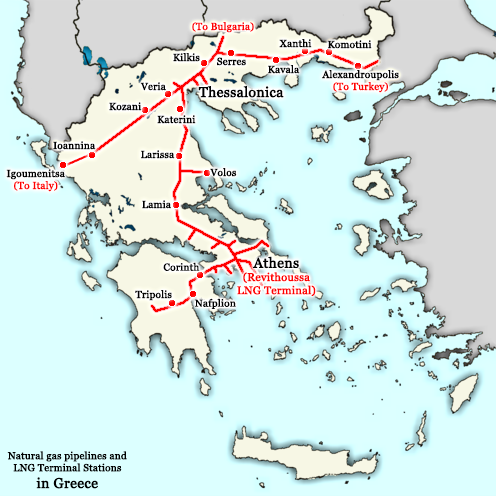
Gasdotto Grecia – Italia, una mappa che mostra le posizioni approssimative dei gasdotti attraverso la Grecia e l'Italia

La Grecia è uno dei principali partner economici dell'Italia ed esse cooperano in molti settori, tra cui quello giudiziario, scientifico ed educativo, e sullo sviluppo del turismo, un settore importante in entrambi i paesi. Vi sono regolari visite ad alto livello tra i due paesi, come la visita del primo ministro greco Antonis Samaras in Italia nel luglio 2014, e vi sono frequenti contatti tra i due paesi a livello ministeriale su varie questioni riguardanti singoli settori.
I progetti in corso tra i due paesi includono il gasdotto Grecia – Italia (che fa parte del gasdotto Interconnector Turchia-Grecia-Italia (ITGI) ) e il Gasdotto Trans-Adriatico (GTA).

## Collaborazione militare
La Grecia e l'Italia sono alleate della NATO e mantengono una stretta cooperazione militare. L'esercizio "Saldatura italica", che era un esercizio combinato aria-navale-terra nel nord Italia che coinvolge Stati Uniti, Italia, Turchia e Grecia, sembra essere stato uno dei primi esercizi in cui è stato testato il nuovo orientamento dell'esercito italiano.
I due paesi, insieme agli Stati Uniti, partecipano anche a esercitazioni militari su larga scala condotte su base annuale da un membro non NATO di Israele, che sono chiamati in codice "Bandiera Blu" e che si svolgono nella regione del Mediterraneo orientale.
Il 27 marzo 2017 l'Italia ha partecipato all'esercizio militare "Iniochus 2017", organizzato annualmente dalla Grecia, insieme a Stati Uniti, Israele e Emirati Arabi Uniti.

## Organizzazioni multilaterali
Entrambi i paesi sono membri a pieno titolo di molte organizzazioni internazionali, tra cui la NATO, l'Unione europea, il Consiglio d'Europa, l'OCSE e l'OMC. Anche la Grecia e l'Italia hanno fatto parte del Programma di cooperazione territoriale europea (2007-2013), per la promozione della cooperazione transfrontaliera nel Mar Mediterraneo.

## Interazione culturale

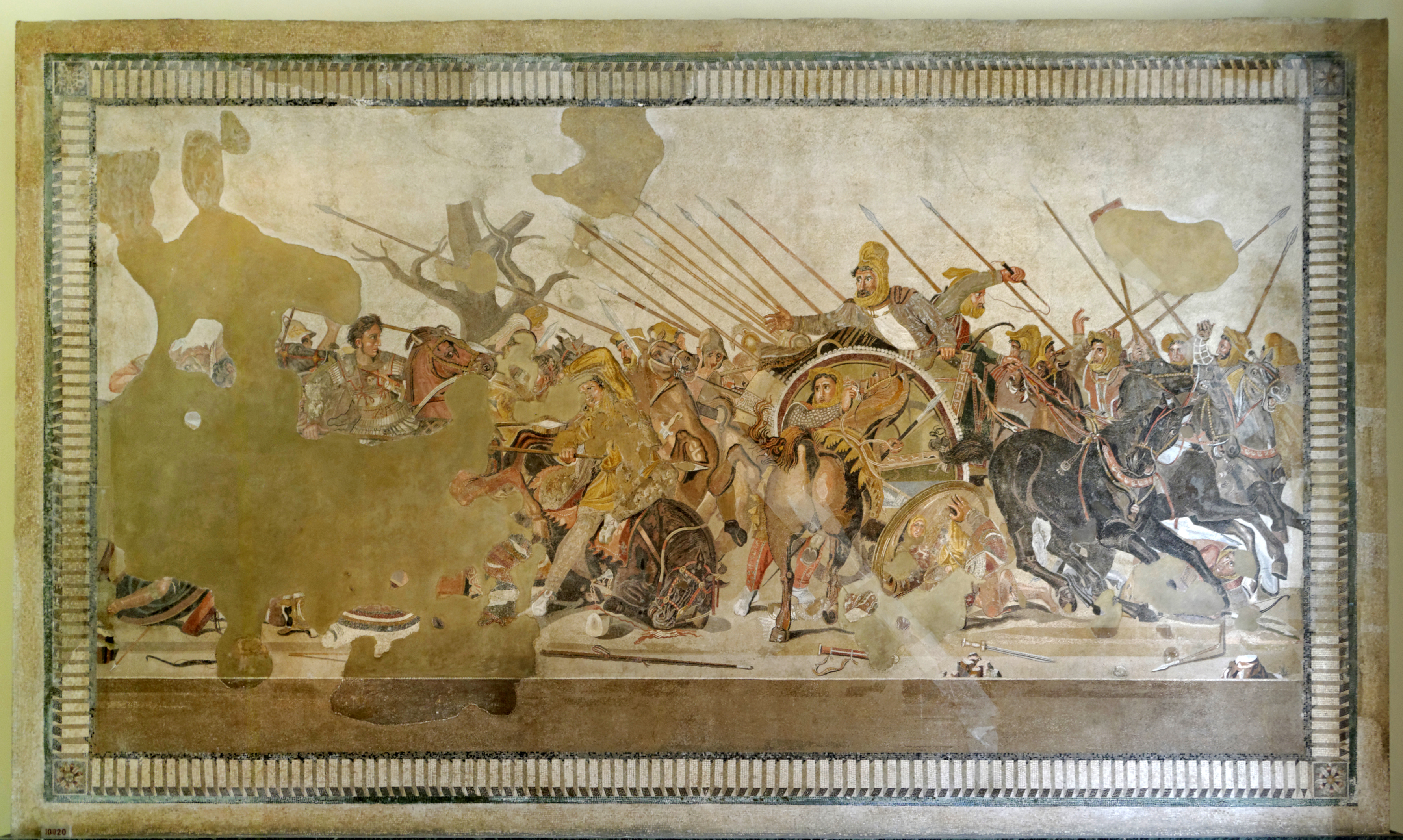
Il mosaico di Alessandro presso il Museo Archeologico Nazionale di Napoli

Cultura greca in Italia L'Istituto ellenico per gli studi bizantini e post-bizantini aprì a Venezia nel 1951, prevedendo lo studio della storia bizantina e post-bizantina in Italia.
Cultura italiana in Grecia L'Istituto Italiano di Cultura di Atene ad Atene è responsabile della promozione della cultura italiana in Grecia.
Nel luglio 2014 è stata inaugurata a Roma una mostra artistica ufficiale dal titolo "Italia - Grecia: un volto, una razza" in occasione del passaggio della Presidenza del Consiglio dell'UE dalla Grecia all'Italia. Il titolo della mostra si riferisce a un detto italiano, una faccia, una razza (greco: " μια φάτσα μια ράτσα ", mia fatsa mia ratsa), spesso usato per esprimere la percezione di strette affinità culturali tra greci e italiani.

## Minoranze etniche
I greci hanno vissuto nel Suditalia per secoli e sono chiamati grici. Ci sono anche italiani a Corfù.

## Accordi
- Cooperazione economica (1949)
- Prevenzione della doppia imposizione (1964)
- Delimitation of Continental Shelf Boundaries (1977)
- Protezione dell'ambiente marino del Mar Ionio (1979)
- Cooperazione contro terrorismo, criminalità organizzata e traffico di stupefacenti (1986)

## Visite notevoli
- Gennaio 2006; Visita di Stato del Presidente della Repubblica ellenica Karolos Papoulias a Roma.
- Dicembre 2006; Visita del Primo Ministro italiano Romano Prodi ad Atene.
- Marzo 2007; Visita ufficiale del Ministro degli Esteri greco Dora Bakoyannis a Roma.
- Agosto 2007; Incontro del Ministro degli Esteri greco con la controparte italiana Massimo D'Alema a Roma.
- Settembre 2008; Visita di Stato del Presidente della Repubblica Italiana Giorgio Napolitano ad Atene.
- Agosto 2012; Visita del Primo Ministro greco Sig. Antonis Samaras a Roma.
- Settembre 2012; Visita del presidente della Repubblica ellenica Karolos Papoulias in Italia.
- Ottobre 2013; Incontro del Primo Ministro greco, Antonis Samaras, con la controparte italiana a Roma.
- Luglio 2014; Visita del Primo Ministro greco, Sig. Antonis Samaras in Italia.
- Febbraio 2015; Incontro del Primo Ministro greco, Alexis Tsipras, con la controparte italiana Matteo Renzi a Roma.

## Trasporti
I porti italiani di Bari, Brindisi, Ancona, Venezia e Trieste sulla costa italiana del Mare Adriatico hanno traghetti passeggeri e merci giornalieri per i porti greci di Corfù, Patra, Igoumenitsa e Kalamata, evitando il transito via terra attraverso la penisola balcanica.

## Missioni diplomatiche residenti
- La Grecia ha un'ambasciata a Roma e consolati generali a Milano e Napoli e un consolato a Venezia.
- L'Italia ha un'ambasciata ad Atene.

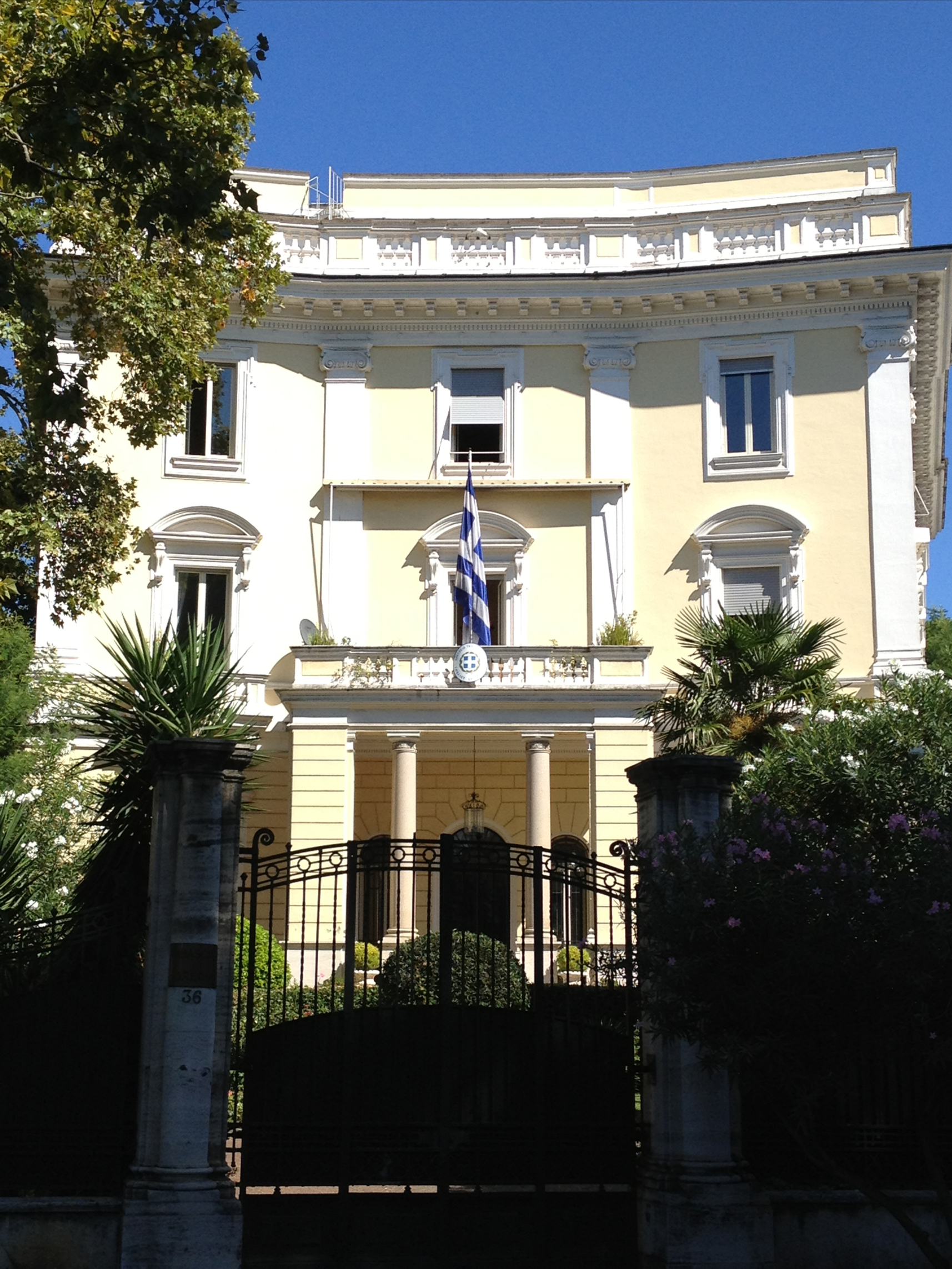
Ambasciata di Grecia a Roma
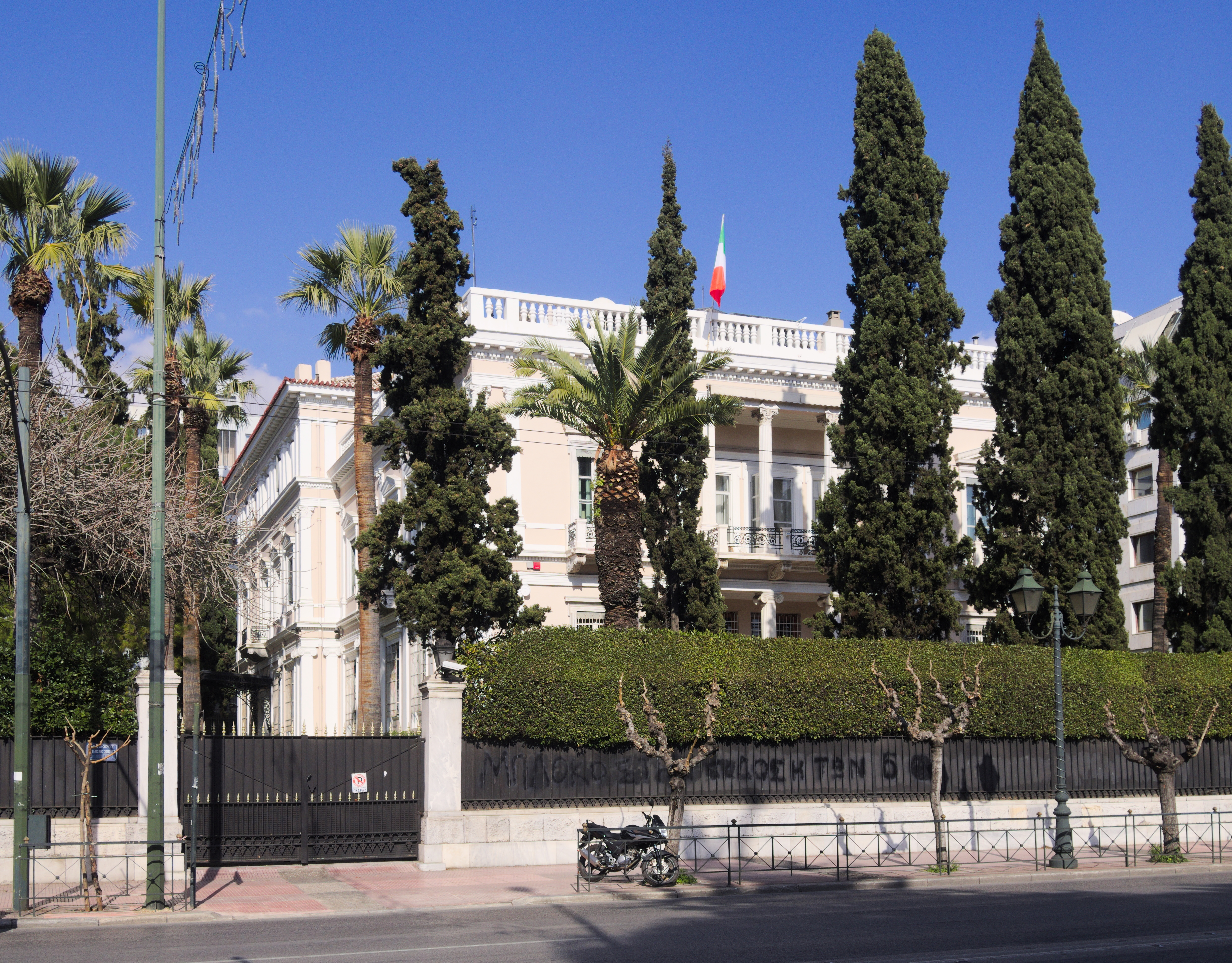
Ambasciata d'Italia ad Atene